# Liste der Baudenkmale in Sonnenberg (Brandenburg)
In der Liste der Baudenkmale in Sonnenberg sind alle Baudenkmale der brandenburgischen Gemeinde Sonnenberg und ihrer Ortsteile aufgelistet. Grundlage ist die Veröffentlichung der Landesdenkmalliste mit dem Stand vom 31. Dezember 2020.

## Baudenkmale in den Ortsteilen
In den Spalten befinden sich folgende Informationen:
- ID-Nr.: Die Nummer wird vom Brandenburgischen Landesamt für Denkmalpflege vergeben. Ein Link hinter der Nummer führt zum Eintrag über das Denkmal in der Denkmaldatenbank. In dieser Spalte kann sich zusätzlich das Wort Wikidata befinden, der entsprechende Link führt zu Angaben zu diesem Denkmal bei Wikidata.
- Lage: die Adresse des Denkmales und die geographischen Koordinaten. Link zu einem Kartenansichtstool, um Koordinaten zu setzen. In der Kartenansicht sind Denkmale ohne Koordinaten mit einem roten beziehungsweise orangen Marker dargestellt und können in der Karte gesetzt werden. Denkmale ohne Bild sind mit einem blauen bzw. roten Marker gekennzeichnet, Denkmale mit Bild mit einem grünen beziehungsweise orangen Marker.
- Bezeichnung: Bezeichnung in den offiziellen Listen des Brandenburgischen Landesamtes für Denkmalpflege. Ein Link hinter der Bezeichnung führt zum Wikipedia-Artikel über das Denkmal.
- Beschreibung: die Beschreibung des Denkmales
- Bild: ein Bild des Denkmales und gegebenenfalls einen Link zu weiteren Fotos des Baudenkmals im Medienarchiv Wikimedia Commons

### Baumgarten
| ID-Nr.   | Lage               | Bezeichnung | Beschreibung                                                                                                   | Bild           |
| -------- | ------------------ | ----------- | --- | -------------- |
| 09165216 | Heidestraße (Lage) | Dorfkirche  | Die evangelische Kirche stammt aus der zweiten Hälfte des 13. Jahrhunderts. Der Turmaufsatz wurde 1709 erbaut. | weitere Bilder |

### Rauschendorf
| ID-Nr.   | Lage                  | Bezeichnung | Beschreibung | Bild     |
| -------- | --------------------- | ----------- | --- | -------- |
| 09165324 | Hauptstraße 35 (Lage) | Gutshaus    | Das Gutshaus wurde 1723 von Hermann Graf von Wartensleben erbaut, im 19. Jahrhundert im Stil der Neorenaissance überformt und 1921 durch einen Brand zerstört. 1923 erfolgte der Wiederaufbau eines zweigeschossigen Barockschlosses durch Ernst von Beyme. | Gutshaus |

### Rönnebeck
| ID-Nr.   | Lage                      | Bezeichnung                                                            | Beschreibung | Bild           |
| -------- | ------------------------- | ---------------------------------------------------------------------- | ------------ | -------------- |
| 09165209 | Rönnebecker Straße (Lage) | Dorfkirche mit Feldsteinmauer und zwei spätgotischen Backsteinportalen |              | weitere Bilder |

### Schulzendorf
| ID-Nr.   | Lage                          | Bezeichnung                                      | Beschreibung | Bild           |
| -------- | ----------------------------- | ------------------------------------------------ | ------------ | -------------- |
| 09165411 | Rheinsberger Straße (Lage)    | Dorfkirche                                       |              | weitere Bilder |
| 09165864 | Rheinsberger Straße 17 (Lage) | Pfarrhaus mit Wirtschaftsgebäude und Einfriedung |              | BW             |

### Sonnenberg
| ID-Nr.            | Lage              | Bezeichnung | Beschreibung                                                                                       | Bild           |
| ----------------- | ----------------- | ----------- | -------------------------------------------------------------------------------------------------- | -------------- |
| 09165210 Wikidata | Dorfstraße (Lage) | Dorfkirche  | Die evangelische Kirche stammt aus dem Spätmittelalter. Der Turmaufsatz stammt aus dem Jahre 1818. | weitere Bilder |